# عروة بن حياض
عروة بن حياض الملاصي الهذلي أحد رماة العرب في تهامة وله خبر مع الحاكم محمد بن خزاعي الذي توجه أبرهة الأشرم على قبائل مضر.

## نسبه
- عروة بن حياض من بني ملاص بن صاهلة بن كاهل بن الحارث بن تميم بن سعد بن هذيل بن مدركة بن إلياس بن مضر بن نزار بن معد بن عدنان.

## خبره
من اخباره قبل عام الفيل ان أبرهة الأشرم توج على مضر ملكا يقال له محمد بن خزاعي بن حزابة الذكواني السلمي وكان قد وفد على أبرهة وتوجه ملكا على مضر وأمره ان يسير في الناس ويدعوهم الى حج كعبة القليس التي بناها, فسار محمد بن خزاعي حتى أقترب من أرض لقبيلة كنانة وقد عرف أهل تهامة بموضوع الملك الجديد فبعثوا إليه رجلا من هذيل اسمه عروة بن حياض الملاصي فرمى محمد بن خزاعي بسهم فقتله وكان مع محمد بن خزاعي أخوة قيس فهرب الى أبرهة فأخبره بمقتل أخية فزاد غضب ابرهة على اهل مكة وحلف بغزو كنانة وان يهدم البيت, وقد أورد الخبر الطبري.